# 대안 (요)
대안(大安, 1085년 ~ 1094년)은 요나라(거란국) 도종(道宗) 야율 홍기(耶律 洪基)의 네번째 연호이다. 10년 가량 사용하였다.

## 개원
- 대강(大康) 10년 12월 25일[1](1085년 1월 23일)에 연호를 대안(大安)으로 정하고, 다음 해 1월 1일[2](1085년 1월 29일)에 개원함.[3][4][5]

- 대안(大安) 10년 12월 18일[6](1095년 1월 26일)에 연호를 수창(壽昌)으로 정하고, 다음 해 1월 1일[7](1095년 2월 8일)에 개원함.[8][9][5]

## 연대 대조표
| 대안       | 원년            | 2년             | 3년        | 4년        | 5년        | 6년        | 7년        | 8년        | 9년        | 10년                |
| 서기(西紀) | 1085년          | 1086년          | 1087년     | 1088년     | 1089년     | 1090년     | 1091년     | 1092년     | 1093년     | 1094년              |
| 간지(干支) | 을축(乙丑)      | 병인(丙寅)      | 정묘(丁卯) | 무진(戊辰) | 기사(己巳) | 경오(庚午) | 신미(辛未) | 임신(壬申) | 계유(癸酉) | 갑술(甲戌)          |
| 북송(北宋) | 원풍(元豊) 원년 | 원우(元祐) 원년 | 2년        | 3년        | 4년        | 5년        | 6년        | 7년        | 8년        | 9년 소성(紹聖) 원년 |

## 동시대 연호

### 중국
송(宋)
- 원풍(元豊) (1078년 ~ 1085년)
- 원우(元祐) (1086년 ~ 1094년)
- 소성(紹聖) (1094년 ~ 1098년)

대리국(大理國)
- 건안(建安) (1083년 ~ 1091년)
- 천우(天祐) (1091년 ~ 1094년)

대중국(大中國)
- 상치(上治) (1094년 ~ 1095년)

서하(西夏)
- 대안(大安) (1075년 ~ 1085년)
- 천안예정(天安禮定) (1086년)
- 천의치평(天儀治平) (1086년 ~ 1089년)
- 천우민안(天祐民安) (1090년 ~ 1097년)

### 베트남
- 아인부찌에우탕(英武昭勝) (1076년 ~ 1085년)
- 꽝흐우(廣佑) (1085년 ~ 1092년)
- 호이퐁(會豊) (1092년 ~ 1100년)

### 일본
- 오토쿠(應德) (1084년 ~ 1087년)
- 간지(寬治) (1087년 ~ 1094년)
- 가호(嘉保) (1094년 ~ 1096년)

## 같이 보기
- 다른 왕조의 같은 연호
  - 서하(西夏) 대안(大安, 1074년 ~ 1085년)
  - 금(金) 대안(大安, 1209년 ~ 1211년)

- 중국의 연호 목록